# Isaac Donkor
Isaac Donkor (Kumasi, 15 agosto 1995) è un calciatore ghanese con cittadinanza italiana, difensore dell'Adanaspor.

## Caratteristiche tecniche
Dotato di buona velocità e ottima capacità di corsa, forte fisicamente, grazie alla sua duttilità può infatti giocare sia come difensore centrale che come terzino destro.

## Carriera

### Club
Prodotto delle giovanili dell'Inter. Fa il suo debutto in prima squadra con il club neroazzurro il 22 novembre 2012 nella partita giocata in trasferta di Europa League contro il Rubin. Il 4 dicembre 2013 gioca qualche minuto in Coppa Italia nella partita interna vinta 3-2 contro il Trapani. Dopo alcune stagioni passate alternandosi tra la primavera e la prima squadra. L'11 dicembre 2014 gioca da titolare tutti e 90 i minuti nell'ultima partita in trasferta finita 0-0, contro gli azeri del Qarabağ, valida per il girone di Europa League. il 25 gennaio 2015 esordisce in Serie A nella partita giocata in casa e persa 1-0 contro il Torino entrando al minuto 66º al posto di Podolski.
Nel giugno 2015 viene ceduto in prestito al Bari in Serie B dove racimola 20 presenze. Nel luglio 2016, viene ceduto nuovamente in prestito sempre in Serie B, all'Avellino, raccogliendo solamente 7 presenze.
Nel gennaio 2017, passa in prestito al Cesena sempre in Serie B raccogliendo 8 gettoni. Nell'estate 2017 passa a titolo definitivo alla società romagnola, firmando un contratto fino al giugno 2020. L'8 dicembre realizza la rete del definitivo 4-2 nella partita interna vinta contro il Pescara, segnando la sua prima rete da professionista.
Il 24 luglio 2018, Donkor approda in Romania firando per l'Universitatea Craiova, firmando un contratto triennale. Peccato che il ghanese non riuscirà del tutto ad ambientarsi nel club, venendo ceduto il 2 settembre 2019 allo Sturm Graz a titolo gratuito. Le sue presenze si bloccheranno a 12, a causa di un brutto infortunio subito 21 gennaio 2020: durante il ritiro della squadra nella città turca Belen, Donkor ha subito un problema al legamento della caviglia destra, essendo costretto a lasciare il ritiro.
Il 9 settembre 2020, approderà per la prima volta in Turchia all'Adanaspor. Il ghanese inizierà notevolmente bene la stagione, divenendo subito il titolare: il giocatore rimarrà stupito dalla incredibile incapacità della squadra di subire gol, rimanendo pienamente soddisfatto del rendimento della squadra. Il suo rendimento inizierà a calare ma il giocatore saprà bene come riprendersi, reduce da ottime prestazioni in campionato e in coppa.
Il 3 giugno 2022, Donkor ha firmato per il Sakaryaspor, militante in TFF 1. Lig. Il 29 agosto 2022, segnerà il suo primo gol per il club nella 2-0 contro il Tuzlaspor. Il 16 ottobre 2022, segnerà la rete dell'ex contro l'Adanaspor. Il 29 ottobre 2020 segnerà la prima rete contro l'Altay, partita che il Sakaryaspor perderà per 2-1. Il 28 gennaio 2023, segnerà ancora nella vittoria per 3-2 contro il Tuzlaspor, segnando la rete dell'1-1 al 39' minuto rispondendo alla rete di Giannelli Imbula. Il 17 aprile 2023, segnerà il quinto gol della propria stagione, segnando nella sconfitta 3-2 contro il Bandırmaspor.

### Nazionale
Ha collezionato 1 presenza nell'Under-20 ghanese e 9 presenze nell'Under-17.

## Statistiche

### Presenze e reti nei club
Statistiche aggiornate al 26 maggio 2024.
| Stagione           | Squadra            | Campionato         | Campionato | Campionato | Coppe nazionali | Coppe nazionali | Coppe nazionali | Coppe continentali | Coppe continentali | Coppe continentali | Altre coppe | Altre coppe | Altre coppe | Totale | Totale |
| Stagione           | Squadra            | Comp               | Pres       | Reti       | Comp            | Pres            | Reti            | Comp               | Pres               | Reti               | Comp        | Pres        | Reti        | Pres   | Reti   |
| ------------------ | ------------------ | ------------------ | ---------- | ---------- | --------------- | --------------- | --------------- | ------------------ | ------------------ | ------------------ | ----------- | ----------- | ----------- | ------ | ------ |
| 2012-2013          | Inter              | A                  | 0          | 0          | CI              | 0               | 0               | UEL                | 1                  | 0                  | -           | -           | -           | 1      | 0      |
| 2013-2014          | Inter              | A                  | 0          | 0          | CI              | 1               | 0               | -                  | -                  | -                  | -           | -           | -           | 1      | 0      |
| 2014-2015          | Inter              | A                  | 2          | 0          | CI              | 0               | 0               | UEL                | 1                  | 0                  | -           | -           | -           | 3      | 0      |
| Totale Inter       | Totale Inter       | Totale Inter       | 2          | 0          |                 | 1               | 0               |                    | 2                  | 0                  |             | -           | -           | 5      | 0      |
| 2015-2016          | Bari               | B                  | 20         | 0          | CI              | 0               | 0               | -                  | -                  | -                  | -           | -           | -           | 20     | 0      |
| 2016-gen. 2017     | Avellino           | B                  | 7          | 0          | CI              | 0               | 0               | -                  | -                  | -                  | -           | -           | -           | 7      | 0      |
| gen.-giu. 2017     | Cesena             | B                  | 8          | 0          | CI              | 0               | 0               | -                  | -                  | -                  | -           | -           | -           | 8      | 0      |
| 2017-2018          | Cesena             | B                  | 29         | 1          | CI              | 1               | 0               | -                  | -                  | -                  | -           | -           | -           | 30     | 1      |
| Totale Cesena      | Totale Cesena      | Totale Cesena      | 37         | 1          |                 | 1               | 0               |                    | -                  | -                  |             | -           | -           | 38     | 1      |
| 2018-2019          | FCU Craiova        | L1                 | 18+9       | 0          | CR              | 5               | 1               | UEL                | 2                  | 0                  | -           | -           | -           | 34     | 1      |
| 2019-2020          | Sturm Graz         | BL                 | 12         | 0          | CA              | 2               | 0               | -                  | -                  | -                  | -           | -           | -           | 14     | 0      |
| 2020-2021          | Adanaspor          | 1L                 | 34         | 0          | TK              | 2               | 0               | -                  | -                  | -                  | -           | -           | -           | 36     | 0      |
| 2021-2022          | Adanaspor          | 1L                 | 34         | 1          | TK              | 2               | 0               | -                  | -                  | -                  | -           | -           | -           | 36     | 1      |
| Totale Adanaspor   | Totale Adanaspor   | Totale Adanaspor   | 68         | 1          |                 | 4               | 0               |                    | -                  | -                  |             | -           | -           | 72     | 1      |
| 2022-2023          | Sakaryaspor        | 1L                 | 32         | 5          | TK              | 1               | 0               | -                  | -                  | -                  | -           | -           | -           | 33     | 5      |
| 2023-2024          | Sakaryaspor        | 1L                 | 23+1       | 0          | TK              | 0               | 0               | -                  | -                  | -                  | -           | -           | -           | 24     | 0      |
| Totale Sakaryaspor | Totale Sakaryaspor | Totale Sakaryaspor | 55+1       | 5          |                 | 1               | 0               |                    | -                  | -                  |             | -           | -           | 57     | 5      |
| Totale carriera    | Totale carriera    | Totale carriera    | 252        | 7          |                 | 14              | 1               |                    | 4                  | 0                  |             | -           | -           | 247    | 8      |